# Benjamín G. Hill
Benjamín Guillermo Hill Pozos (Choix, 31 marzo 1874 – Città del Messico, 14 dicembre 1920) è stato un generale messicano.

## Biografia
Benjamín Guillermo Hill Pozos nacque il 31 marzo 1874 a Choix, nel Sinaloa, Messico. I suoi genitori erano Benjamín R. Hill e Gregoria Pozos. Completò i suoi studi primari nella città di Culiacán e quelli secondari a Hermosillo, nel Sonora. Successivamente si trasferì in Europa dove entrò in una scuola militare a Roma, in Italia. Tornò in Messico e si stabilì a Navojoa, Sonora, dove si dedicò al lavoro agricolo.
In seguito alla chiamata alle armi di Francisco Madero si unì alla Rivoluzione nel 1910. Fu imprigionato per breve tempo a Hermosillo nel 1911. A seguito della sua liberazione, riprese le armi e formò un esercito volontario che conquistò Navojoa e stava marciando su Álamos quando fu firmato il Trattato di Ciudad Juárez.
Nel 1912 combatté contro la ribellione guidata da Pascual Orozco e dopo il colpo di Stato Decade tragica nel febbraio 1913 di Victoriano Huerta entrò a far parte del corpo nord-occidentale dell'Esercito costituzionalista, che alla fine sarebbe stato comandato da Álvaro Obregón, al fianco del quale combatté contro Pancho Villa nel Bajío nel 1914-1915, distinguendosi nella Battaglia di La Trinidad, in seguito alla quale fu promosso generale di divisione. Hill servì inoltre come governatore del Sonora durante un breve periodo nel 1915 e capo della guarnigione di Città del Messico dal 13 aprile 1916 al 30 aprile 1917.
Dopo la vittoria della fazione costituzionalista guidata da Venustiano Carranza, fu promosso a generale di divisione. Nel 1920 fu uno dei principali sostenitori del Piano di Agua Prieta e della immediatamente successiva ribellione militare guidata da Obregón contro Carranza. Quando Obregón assunse la presidenza il 1º dicembre 1920, nominò Hill Segretario della Guerra e Marina. Fu visto come un potenziale successore presidenziale di Obregón e questo lo portò in conflitto con il Segretario degli Interni Plutarco Elías Calles, anche lui generale.
Hill morì il 14 dicembre 1920 a soli 46 anni in circostanze sospette dopo essere stato a pranzo. La causa ufficiale fu le conseguenze dovute a un cancro ma l'avvelenamento per mano di Calles è stato spesso sospettato.
La città di Benjamín Hill, Sonora, fu chiamata in suo onore.